# Liste der Bodendenkmale in Oelixdorf
In der Liste der Bodendenkmale in Oelixdorf sind die Bodendenkmale der Gemeinde Oelixdorf nach dem Stand der Bodendenkmalliste des Archäologischen Landesamts Schleswig-Holstein von 2016 aufgelistet. Die Baudenkmale sind in der Liste der Kulturdenkmale in Oelixdorf aufgeführt.
| Denkmal-ID           | Befundart           | Bezeichnung             | Zeitstellung                 | Lage | Bemerkungen | Bild |
| -------------------- | ------------------- | ----------------------- | ---------------------------- | ---- | ----------- | ---- |
| aKD-ALSH-Nr. 004 730 | Grabmal > Grabhügel | Grabhügel               | Vor- und/oder Frühgeschichte |      |             |      |
| aKD-ALSH-Nr. 004 731 | Grabmal > Grabhügel | Grabhügel               | Vor- und/oder Frühgeschichte |      |             |      |
| aKD-ALSH-Nr. 004 732 | Grabmal > Grabhügel | Grabhügel               | Vor- und/oder Frühgeschichte |      |             |      |
| aKD-ALSH-Nr. 004 733 | Grabmal > Grabhügel | Grabhügel „Runder Berg“ | Vor- und/oder Frühgeschichte |      |             |      |